# AMC Fight Nights
AMC Fight Nights (antes conocida como Fight Nights Global) es una organización rusa de artes marciales mixtas que anteriormente albergaba eventos de K-1. Es una de las promociones de MMA más grandes de Rusia y del mundo, ya que cuenta con algunos de los mejores combatientes.
AMC Fight Nights produce eventos en todo el mundo, y el primero se llevó a cabo en 2010 en Moscú. A partir de 2018, la organización ha realizado más de 80 eventos en diferentes ciudades.
En diferentes años, los espectáculos de la organización incluyeron a Fedor Emelianenko, Batu Khasikov, Vitaly Minakov, Rasul Mirzaev, Ali Bagautinov, Vladimir Mineev, Andrei Arlovski, Alexander Shlemenko, Shamil Zavurov, Antônio Silva, Fábio Maldonado y muchos otros peleadores.

## Historia

### Fundación
AMC Fight Nights fue fundada en 2010 por el atleta y empresario ruso Kamil Gadzhiev, junto con el varias veces campeón mundial de kickboxing Batu Khasikov, el productor de televisión Sangadji Tarbaev, el director del estudio SHANDESIGN Sergei Shanovich y el director general de Goldman Sachs Russia Sergey Arsenyev. En ese momento, la compañía se llamaba FIGHT NIGHTS y luego se renombró como Eurasia Fight Nights (EFN).

### Primeros años (2010-2015)
Inicialmente, las peleas de Fight Nights Global (en ese momento llamado FIGHT NIGHTS) se llevaban a cabo en un ring bajo las reglas de MMA y K-1. El primer evento contó con el Gran Premio de Peso Ligero, que fue ganado por Murad Machaev. En el evento principal, Batu Khasikov noqueó a Ricardo Fernandes. Rasul Mirzaev derrotó a Marat Pekov por decisión de los jueces y se convirtió en el primer campeón de FIGHT NIGHTS en la categoría de peso pluma.
El primer evento de alto perfil ocurrió en noviembre de 2011 en Moscú y contó con el kickboxer griego Mike Zambidis enfrentando a Batu Khasikov. Este último ganó por nocaut técnico en el primer asalto y rompió la mandíbula de su oponente.
En 2012, la compañía realizó siete eventos importantes y el último fue FIGHT NIGHTS: Battle of Moscow 9 el 16 de diciembre. El espectáculo contó con el debut del ex campeón de UFC Andrei Arlovski. El peleador bielorruso derrotó al estadounidense Mike Hayes por decisión unánime.
En 2013, Vitaly ganó el torneo Grand Prix de peso pesado de Bellator MMA y luego ganó el cinturón Bellator al noquear a Alexander Volkov en la primera ronda. En abril de 2013, Vitaly se convirtió en el primer luchador de FIGHT NIGHTS en llegar a la UFC. El siguiente fue Ali Bagautinov, quien compitió en la división de peso mosca y firmó un contrato con UFC después de una victoria sobre el experimentado artista marcial mixto japonés Seiji Ozuka.
En junio de 2013, FIGHT NIGHTS comenzó a usar una jaula octogonal, que es popular en la industria de MMA. En noviembre de 2013, la empresa organizó el primer evento fuera de Rusia, FIGHT NIGHTS: Battle on the Nyamiha en Minsk-Arena, Bielorrusia. La principal atracción de la noche fue la actuación en casa de Andrei Arlovski.
Batu Khasikov tuvo su última pelea en marzo de 2014 en Fight Nights: Battle Of Moscow 15, donde nuevamente luchó contra Mike Zambidis. La pelea tuvo cinco rondas, siendo Khasikov fue el vencedor. Vladimir Mineev debutó en MMA en Fight Nights: Battle Of Moscow 17. El torneo final de 2014 contó con Alexander Shlemenko contra Yasubey Enomoto.

### Aumento de popularidad y adquisición de Summa (2015-2016)
En 2015, la empresa organizó cuatro espectáculos importantes y dieciocho torneos de selección "Fight Club FIGHT NIGHTS".
En 2016 la empresa fue comprada por Summa Group, un conglomerado que invertía en logística portuaria, ingeniería, construcción, telecomunicaciones, deportes, petróleo y gas que fue fundado por el multimillonario Ziyavudin Magomedov. Kamil Gadzhiev, quien también es vicepresidente de la Federación de MMA de Moscú, se convirtió en el presidente de la recién establecida Fight Nights Global. Respaldado por inversiones sustanciales de Summa Group, 2016 fue el año de un gran avance para FNG en el mercado ruso.
Fight Nights Global 50 en San Petersburgo presentó una cartelera encabezada por Fedor Emelianenko. 4 años después de su retiro, Emelianenko decidió regresar a la jaula de Fight Nights Global frente a uno de los golpeadores más intransigentes de la UFC, Fabio Maldonado. El duro partido terminó con una victoria por decisión dividida para el atleta ruso. El evento fue retransmitido a nivel mundial a través de UFC Fight Pass.

### Crecimiento mundial (2017-actualidad)
En 2017, Fight Nights Global determinó campeones en las ocho categorías de peso y firmó muchos talentos internacionales en la lista, incluidos Rousimar Palhares, Josh Hill, Tyson Nam y el regreso de Ali Bagautinov para contratos de múltiples peleas.
Fight Nights Global organizó 25 eventos en varias ciudades rusas como Omsk, Penza, Tolyatti, Surgut, Krasnodar, Ekaterimburgo, Bryansk y Ulan-Ude, así como de otros países ex-soviéticos incluidos Astaná y Almaty en Kazajistán; y Dushanbe en Tayikistán.
El presidente de Fight Night Global, Kamil Gadzhiev, anunció que la promoción presentaba el Anti-Doping Control System.
Fight Nights Global 68, que tuvo lugar durante el Foro Económico Internacional en San Petersburgo, presentó a Vitaly Minakov contra Antônio Silva. Más tarde, Novosibirsk fue sede de Fight Nights Global 69, donde Ali Bagautinov derrotó a Pedro Nobre. En septiembre, tuvo lugar el notorio Fight Nights Global 73. Contó con los enfrentamientos entre peleadores rusos y brasileños: Shamil Amirov vs. Rousimar Palhares, Kurban Omarov vs. Fabio Maldonado y Akhmed Aliev vs. Diego Brandao en el evento principal.
Otros eventos del año fueron Fight Nights Global 77, donde el recién contratado Nikita Krylov noqueó a Emanuel Newton y Fight Nights Global 82, donde el invicto Vitaly Minakov noqueó a Tony Johnson.
En noviembre de 2020, el propietario de Fight Nights Global, Kamil Gadzhiev, vendió su promoción al propietario de AMC Company, Amir Muradov. Después de eso, cambiaron el nombre de la promoción a AMC Fight Nights Global.

## Campeones
| División        | Peso            | Campeón         | Desde el                | Defensas del título |
| --------------- | --------------- | --------------- | ----------------------- | ------------------- |
| Peso pesado     | 120 kg (264 lb) | Vacante         | -                       | -                   |
| Peso semipesado | 93 kg (205 lb)  | Vagab Vagabov   | 16 de octubre de 2021   | ̣1                   |
| Peso mediano    | 84 kg (185 lb)  | Vladimir Mineev | 9 de septiembre de 2020 | ̣1                   |
| Peso wélter     | 77 kg (169 lb)  | Dmitry Bikrev   | 6 de abril de 2019      | 3                   |
| Peso ligero     | 70 kg (154 lb)  | Vacante         | -                       | -                   |
| Peso pluma      | 66 kg (145 lb)  | Gleb Khabibulin | 14 de octubre de 2022   | ̣0                   |
| Peso gallo      | 62 kg (136 lb)  | Sabit Zhusupov  | 14 de octubre de 2022   | 0                   |
| Peso mosca      | 58 kg (128 lb)  | Vacante         | -                       | -                   |